# Grafo de cinta

Un grfo de cinta con un vértice (el disco amarillo), tres aristas (dos de ellas torcidas) y una cara. Representa un embebido de un garfo con tres auto bucles en el plano proyectivo

En teoría de grafos topológica, un grafo de cinta es una forma de representar grafos embebidos, equivalente en potencia a un sistema de rotación o a una aplicación de grafo codificado con signo. Es conveniente para visualizaciones de embebidos, porque permite representar superficies no orientadas  sin autointersecciones (a diferencia de los embebidos de toda la superficie en el espacio euclídeo tridimensional) y porque omite las partes de la superficie que están alejadas del grafo, permitiendo agujeros a través de los cuales se puede ver el resto de la incrustación.
Los grafos de cinta también se denominan grafos gordos.

## Definición
En la representación de un grafo de cinta, cada vértice está representado por un disco topológico, y cada vínculo está representado por un rectángulo topológico con dos extremos opuestos pegados a los bordes de los discos de los vértices (incluida la posibilidad de enlazar un vértice consigo mismo). 

## Incrustaciones
Se puede obtener una representación de un grafo de cinta a partir de su embebido en una superficie (y una métrica en la superficie) eligiendo un número suficientemente pequeño {\displaystyle \epsilon } y representando cada vértice y vínculo por su {\displaystyle \epsilon }-entorno en la superficie. Para valores pequeños de {\displaystyle \epsilon }, los rectángulos de borde se vuelven largos y delgados como cintas textiles, dando el nombre a la representación.
En la otra dirección, a partir de un grafo de cinta se pueden encontrar las caras de su embebido correspondiente como las componentes del límite de la superficie topológica formada por el grafo de cinta. Se puede recuperar la superficie misma pegando un disco topológico al grafo de cinta en cada componente de contorno. La partición de la superficie en discos de vértice, discos de vínculo y discos de una cara dada por el grafo de cinta y este proceso de pegado, es una representación diferente pero relacionada del embebido llamada descomposición de banda.
La superficie en la que se embebe el grafo puede determinarse por si es orientable (siempre que cualquier ciclo en el grafo tenga un número impar de giros) y por su característica de Euler.
Los embebidos que se pueden representar mediante grafos de cinta son aquellos en los que un grafo está incrustado en una 2-variedad (ilimitada) y en los que cada cara de la incrustación es un disco topológico.

## Equivalencia
Se dice que dos representaciones de grafos de cinta son equivalentes (y definen embebidos de grafos homeomórficos) si están relacionadas entre sí mediante un homeomorfismo del espacio topológico formado por la unión de los discos de vértice y los rectángulos de vínculo que conserva la identificación de estas características. Las representaciones de grafo de cinta pueden ser equivalentes incluso si no es posible deformar una en la otra dentro del espacio 3d: esta noción de equivalencia considera solo la topología intrínseca de la representación, y no cómo está incrustada.
Sin embargo, los grafos de cinta también se aplican en teoría de nudos, y en esta aplicación también se pueden usar nociones de equivalencia más débiles que tienen en cuenta la incrustación 3d.